# Matrix
Matrix (The Matrix) è un film di fantascienza del 1999 in stile cyberpunk scritto e diretto dai fratelli Andy e Larry Wachowski.
La pellicola, primo film della serie di Matrix, ha vinto numerosi premi, tra cui quattro Oscar, e ha avuto un forte impatto culturale, essendoci numerose opere che vi fanno riferimento.
Nel 2012 è stato scelto per la conservazione nel National Film Registry della Biblioteca del Congresso degli Stati Uniti.

## Trama

Le frasi di Trinity che compaiono sul monitor di Neo

Il film presenta un mondo futuro distopico, nel quale:
- le macchine hanno capacità elevatissime;
- le macchine hanno raggiunto il dominio;
- le macchine hanno creato un ambiente fittizio in cui fare vivere l'uomo;
- le macchine hanno schiavizzato l'uomo;
- le macchine utilizzano l'uomo come batteria di energia.

Thomas Anderson lavora presso la Metacortex come programmatore di software. Di giorno è un cittadino modello, mentre di notte diventa un attivo hacker sotto lo pseudonimo di "Neo", e in tale veste ha compiuto innumerevoli illeciti in campo informatico. Per questo motivo è sorvegliato dagli agenti FBI Smith, Brown e Jones. I tre lo arrestano e gli viene inserita una cimice nel corpo per seguirlo.
Una notte, sul monitor di Neo compaiono una serie di frasi criptiche riguardo a qualcosa chiamato "Matrix". Desideroso di sapere cosa sia, accetta una richiesta di contatto da parte di Trinity, un'esperta hacker, nonché il braccio destro del misterioso Morpheus, che lo conduce da lui dopo avergli estirpato la cimice. Neo chiede di conoscere di più riguardo al loro operato e questi si offrono di rivelargli il vero mondo in cui vivono. Ingerita una pillola e sottoposto a un macchinario, si sveglia bruscamente nudo, glabro, immerso in un liquido viscoso di un'incubatrice e con il corpo collegato a cavi elettrici, realizzando di essere all'interno di una tra tante enormi torri circolari che ospitano miliardi di incubatrici contenenti esseri umani.
I cavi vengono scollegati, Neo viene espulso e recuperato da Morpheus che lo porta a bordo della sua nave hovercraft, la Nabucodonosor, con il suo equipaggio di sette elementi: Trinity, Cypher, Apoc, Switch, Tank, Dozer e Mouse. Viene sottoposto a una terapia riabilitativa per ricostruirgli i muscoli che nell'immobilità non ha mai usato e, successivamente, gli viene mostrata la realtà che lo circonda: un mondo in rovina alla fine del XXII secolo, completamente oscurato, privato della luce solare, in cui l'umanità sta combattendo contro le macchine dotate di intelligenza artificiale create agli inizi del ventunesimo secolo, ribellatesi all'umanità. Morpheus ammette che le informazioni che hanno riguardo al passato sono poche e incomplete, non è chiaro chi delle due fazioni colpì per prima, dando inizio alla guerra. Si sa solo che nel passato le macchine, alimentate a energia solare, iniziarono a vessare gli umani che cercarono di fermarle oscurando il sole con nuvole elettriche artificiali permanenti, ma le macchine riuscirono a sopravvivere usando gli stessi umani come fonte di energia, "coltivandoli" per sfruttarne il calore e la bioelettricità naturali.
Il mondo nel quale Neo è vissuto fin dalla nascita è in realtà Matrix, una neuro-simulazione interattiva costruita sul modello del mondo del 1999 per tenere calmi gli umani coltivati, immobilizzati fin dalla nascita e nutriti con i cadaveri dei defunti. Morpheus e la sua squadra sono ribelli che liberano dalla prigionia di Matrix solo coloro che, nonostante siano stati dentro Matrix fin dalla nascita, provano un senso di estraneità per il mondo che li circonda, sentendosi mal riposti e che agognano alla libertà. Morpheus crede che Neo sia "l'Eletto", cioè colui che è in grado di decodificare Matrix e porre fine alla guerra contro le macchine, risvegliando così l'intera umanità dalla "simulazione onirica" di Matrix stessa. Lo scopo dei ribelli è anche quello di nascondere i pochi superstiti scampati a Matrix e alle seppie, asserragliati in una zona segreta nei pressi del centro della terra chiamata "Zion".
A Neo vengono quindi "somministrate" nozioni direttamente nel cervello da un computer collegato a Matrix, caricandole grazie a una presa sulla nuca (precedentemente usata dalle macchine per manipolare direttamente il suo cervello), tra cui le arti marziali che testerà in un combattimento simulato contro Morpheus, caratteristiche e pericoli di Matrix compresi. Le lesioni subite all'interno della realtà virtuale sono riflesse nel mondo reale: se si è uccisi "virtualmente" in Matrix, il corpo fisico muore. Neo viene inoltre messo in guardia sugli Agenti, "programmi-sentinella" simili ad antivirus rappresentati come agenti dell'FBI, potenti e veloci, il cui scopo è eliminare le minacce per il software virtuale della dimensione onirica di Matrix e dotate di ubiquità che si verifica prendendo possesso del corpo di altre persone. Per entrare e uscire da Matrix, la squadra usa le linee telefoniche.
Il gruppo, successivamente, entra in Matrix e porta Neo dall'Oracolo, un programma rappresentato da una donna anziana dotata di chiaroveggenza che aveva predetto l'arrivo dell'Eletto. Neo non ottiene risposte chiare dall'Oracolo, la quale afferma che Morpheus crede in lui ciecamente, tanto che sarà pronto a sacrificare la propria vita per salvarlo e che ci sarà un momento in cui uno tra loro due dovrà morire, e dipenderà da Neo scegliere chi salvare. Terminato l'incontro con l'Oracolo, il gruppo ritorna alla linea telefonica per uscire da Matrix, ma viene braccato dagli Agenti e ufficiali di polizia, che staccano la linea telefonica e li intrappolano dentro a un palazzo. Morpheus decide di farsi catturare nella speranza che Neo venga tratto in salvo.
Nel mentre, Cypher, segretamente in accordo con gli Agenti in cambio di una vita agiata in Matrix in quanto stanco e deluso del mondo vero, uscito dalla simulazione e ritornato nel mondo reale, inizia a uccidere progressivamente i membri dell'equipaggio, ma Tank, creduto morto e rimessosi in piedi, riesce a fermarlo prima che possa "staccare la spina" a Neo e Trinity. Morpheus è ancora prigioniero degli Agenti, che lo interrogano per scoprire la posizione di Zion per distruggerla: rifiutandosi di procurare intenzionalmente la morte al loro capitano, Neo rielabora le parole dell'Oracolo, e insieme a Trinity ritorna in Matrix per salvarlo, riuscendovi dopo cruenti scontri a fuoco. Morpheus e Trinity evadono da Matrix usando il telefono della metropolitana, mentre Neo, intercettato da Smith, sopravvive a uno scontro con quest'ultimo.
Mentre Neo attraversa la città inseguito dagli Agenti alla ricerca di un altro telefono, nel mondo reale alcune macchine da esplorazione con finalità di caccia ai ribelli (le "seppie") convergono sulla Nabucodonosor. Neo trova un telefono, ma viene ucciso da Smith; nel mondo reale, Trinity confida all'orecchio del corpo inanimato di Neo di essere innamorata di lui, rivelandogli che l'Oracolo le aveva profetizzato che si sarebbe innamorata dell'Eletto e che quindi non può essere morto davvero. Neo si risveglia, gli agenti gli sparano, ma Neo li rende inoffensivi, fermando le pallottole a mezz'aria e perfino sconfiggendoli in combattimento. Questa sua capacità di violare le leggi della fisica in Matrix è la conferma definitiva che è l'Eletto.
Neo vede Matrix com'è realmente: un insieme di righe verdi di codice di programmazione. L'agente Smith tenta disperatamente di attaccarlo, ma invano, perché Neo riesce a distruggerlo entrando dentro di lui e facendolo esplodere. Messi in fuga gli altri due Agenti, Neo ritorna appena in tempo affinché Tank e Morpheus eliminino le seppie con un impulso elettromagnetico. Neo, finalmente consapevole della propria identità e dei propri poteri, è adesso pronto a combattere in difesa dell'umanità.

## Produzione

### Concept
I fratelli Wachowski per la storia hanno tratto ispirazione da un gran numero di opere, tra cui romanzi, fumetti e videogiochi, ma soprattutto da Ghost in the Shell, dal "mito della caverna" di Platone, dall'ipotesi del genio maligno di Cartesio e dall'esperimento mentale dei cervelli in una vasca di Hilary Putnam.

### Cast
I fratelli Wachowski hanno dichiarato di aver pensato subito a Brandon Lee come possibile interprete di Neo, ruolo poi andato a Keanu Reeves a causa della morte di Brandon e delle rinunce di altri attori. Infatti il ruolo di Neo era stato in seguito offerto a Tom Cruise, Johnny Depp, Brad Pitt e Will Smith, che rifiutò perché a suo dire non capiva il senso del film; tuttavia, ha anche dichiarato di non essersi pentito di aver rifiutato la parte, in quanto Keanu Reeves ha recitato perfettamente il ruolo di Neo.
I due lavavetri, nella scena in cui Mr. Anderson viene rimproverato dal capo, nella versione originale sarebbero dovuti essere i fratelli Wachowski.

### Riprese
Il film è stato interamente girato a Sydney, in Australia, dall'aprile all'agosto 1998. Gli interni sono stati ripresi presso i Fox Studios Australia mentre gli esterni sono stati realizzati in diverse zone della città. Sugli edifici è possibile distinguere il logo di numerose organizzazioni e aziende australiane, come quello della Australian Associated Press. La scena della ragazza vestita di rosso è stata girata presso la fontana di Martin Place.

### Effetti speciali

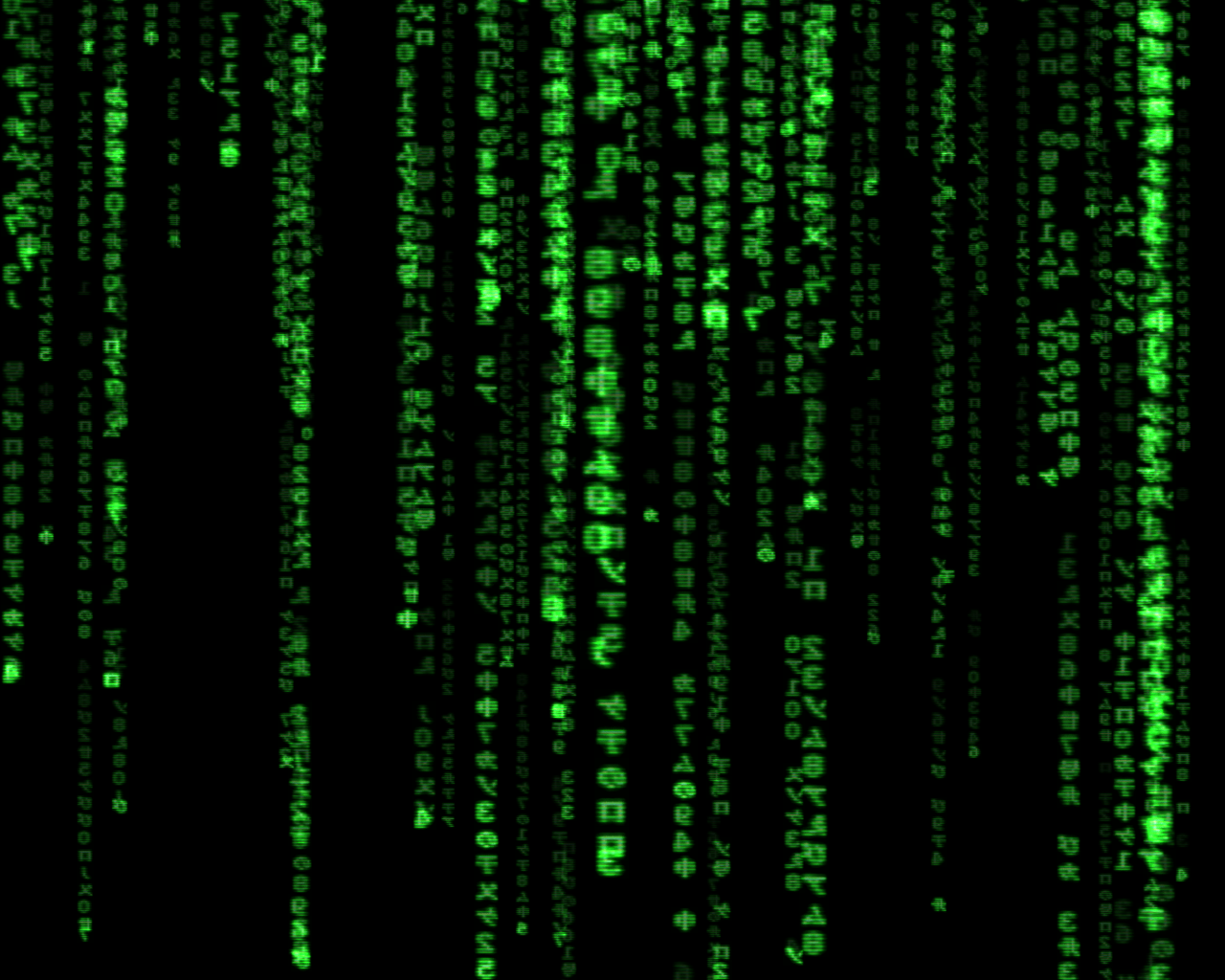
Il codice di Matrix

Il film è noto per la diffusione e l'evoluzione dell'uso dell'effetto speciale conosciuto come bullet time, che consente di vedere ogni momento della scena al rallentatore mentre l'inquadratura sembra girare attorno alla scena alla velocità normale.
Il bullet time è in realtà lo sviluppo di una vecchia tecnica fotografica conosciuta come fotografia time-slice (‘fetta di tempo’), nella quale un grande numero di fotocamere sono disposte attorno a un oggetto e vengono fatte scattare simultaneamente. Quando la sequenza degli scatti è vista come un filmato, lo spettatore vede come le "fette" bidimensionali formano una scena tridimensionale. Guardare una tale sequenza di "fetta di tempo" è analogo all'esperienza reale di camminare attorno a una statua e di vedere come appare da diverse angolazioni.
Alcune scene di Matrix implementano l'effetto time-slice congelando totalmente personaggi e oggetti. Tecniche di interpolazione consentono, poi, di rendere fluido il movimento dell'inquadratura. L'effetto è stato sviluppato ulteriormente dai Wachowski e dal supervisore agli effetti speciali John Gaeta per creare il bullet time, che consente movimenti temporali in modo tale da non congelare totalmente la scena, ma facendola vedere al rallentatore o con velocità variabile. Ingegneri della Manex Visual Effects implementarono metodi per spostare l'inquadratura su complesse curve in modo flessibile. Fu introdotta anche maggiore fluidità con l'uso di interpolazioni non lineari e la creazione di scene virtuali al computer.

## Distribuzione
Il film è uscito nelle sale negli Stati Uniti il 31 marzo 1999 e il 7 maggio successivo nelle sale italiane.

## Promozione
In occasione del lancio del film Neil Gaiman ha scritto appositamente un racconto, Golia, titolo originale Goliath, edito per la prima volta sul sito promozionale del film nel 1999. Il racconto, ambientato nello stesso mondo virtuale del film, narra l'attacco alla Terra da parte di extraterrestri e della controffensiva organizzata dalle macchine senzienti contro gli invasori.

## Colonna sonora
1. Rock Is Dead - Marilyn Manson
2. Spybreak! (Short One) - Propellerheads
3. Bad Blood - Ministry
4. Clubbed To Death (Kurayamino Mix) - Rob Dougan
5. Prime Audio Soup - Meat Beat Manifesto
6. Leave You Far Behind - Lunatic Calm
7. Mindfields - The Prodigy
8. Dragula (Hot Rod Herman Remix) - Rob Zombie
9. My Own Summer (Shove It) - Deftones
10. Ultrasonic Sound - Hive
11. Look To Your Orb For the Warning - Monster Magnet
12. Du hast - Rammstein
13. Wake Up - Rage Against the Machine
14. Dissolved Girl - Massive Attack

## Accoglienza

### Incassi
Prodotto con un budget di 63 milioni di dollari, il film debuttò al primo posto del botteghino nordamericano con un incasso di circa 28 milioni nel suo primo weekend. Divenne un successo finanziario, incassando 172076928 $ nei soli Stati Uniti e 295359711 $ all'estero, per un totale di 467840449 $ in tutto il mondo. Fu il quinto più alto incasso del 1999.

### Critica
Il film fu accolto ottimamente dalla critica. Sul sito Rotten Tomatoes ha ottenuto una valutazione positiva pari all'83% delle 210 recensioni, con un punteggio medio di 7.7/10. Il consenso recita: «Grazie alla mente visionaria dei fratelli Wachowski, Matrix è una combinazione elegantemente ingegnosa di azioni spettacolari ed effetti speciali innovativi». Su Metacritic ha invece un punteggio di 73/100 basato su 36 recensioni.

## Riconoscimenti
- 2000 - Premio Oscar
  - Miglior montaggio a Zach Staenberg
  - Miglior sonoro a John T. Reitz, Gregg Rudloff, David E. Campbell e David Lee
  - Miglior montaggio sonoro a Dane A. Davis
  - Migliori effetti speciali a John Gaeta, Janek Sirrs, Steve Courtley e Jon Thum
- 2000 - BAFTA
  - Miglior sonoro a John T. Reitz, Gregg Rudloff, David E. Campbell, David Lee e Dane A. Davis
  - Migliori effetti speciali a John Gaeta, Janek Sirrs, Steve Courtley e Jon Thum
  - Candidatura per la migliore fotografia a Bill Pope
  - Candidatura per la migliore scenografia a Owen Paterson
  - Candidatura per il miglior montaggio a Zach Staenberg
- 1999 - BMI Film & TV Awards
  - Miglior colonna sonora a Don Davis
- 1999 - Bogey Award
  - Bogey Award in Gold
- 1999 - Golden Screen
  - Golden Screen Award
- 1999 - Golden Trailer Awards
  - Migliore azione
  - Miglior arte e commercio
  - Miglior montaggio
  - Migliore spettacolo
- 2000 - Amanda Awards
  - Candidatura per il miglior film straniero a Andy e Larry Wachowski
- 2000 - American Cinema Editors
  - Miglior montaggio a Zach Staenberg
- 2000 - Art Directors Guild
  - Candidatura la migliore scenografia a Owen Paterson, Michelle McGahey e Hugh Bateup
- 2000 - Awards of the Japanese Academy
  - Candidatura per il miglior film straniero
- 2000 - Black Reel Award
  - Candidatura per il miglior attore a Laurence Fishburne
- 2000 - Blockbuster Entertainment Awards
  - Miglior attore a Keanu Reeves
  - Miglior attore non protagonista a Laurence Fishburne
  - Candidatura per la miglior attrice a Carrie-Anne Moss
  - Candidatura per il miglior cattivo a Hugo Weaving
- 2000 - BRIT Award
  - Candidatura per la migliore colonna sonora
- 2000 - Chlotrudis Awards
  - Candidatura per la migliore fotografia a Bill Pope
- 2000 - Cinema Audio Society
  - Miglior sonoro a John T. Reitz, Gregg Rudloff, David E. Campbell e David Lee
- 2000 - Costume Designers Guild Awards
  - Candidatura per i migliori costumi a Kym Barrett
- 2000 - Csapnivalo Awards
  - Miglior attore a Keanu Reeves
  - Miglior attrice a Carrie-Anne Moss
  - Migliori effetti speciali

- 2000 - Empire Awards
  - Miglior film
  - Miglior debutto a Carrie-Anne Moss
- 2000 - Grammy Award
  - Candidatura per la miglior album soundtrack
- 2000 - Image Award
  - Miglior film
  - Miglior attore a Laurence Fishburne
- 2000 - Key Art Awards
  - Key Art Award
- 2000 - Las Vegas Film Critics Society Award
  - Migliori effetti speciali a John Gaeta
  - Candidatura per la migliore sceneggiatura originale a Lilly e Lana Wachowski
  - Candidatura per la migliore scenografia a Owen Paterson
  - Candidatura per il miglior montaggio a Zach Staenberg
- 2000 - Mainichi Film Concours
  - Miglior film straniero a Andy e Larry Wachowski
- 2000 - Motion Picture Sound Editors
  - Miglior montaggio sonoro
  - Candidatura per il miglior montaggio sonoro (dialoghi)
  - Candidatura per il miglior montaggio sonoro (musica)
- 2000 - MTV Movie Award
  - Miglior film
  - Migliore performance maschile a Keanu Reeves
  - Miglior combattimento (Keanu Reeves contro Laurence Fishburne)
  - Miglior combattimento (Keanu Reeves contro Hugo Weaving)
  - Candidatura per la migliore performance rivelazione a Carrie-Anne Moss
  - Candidatura per la migliore coppia a Keanu Reeves e Laurence Fishburne
  - Candidatura per la migliore sequenza d'azione per "Il salvataggio di Trinity"
- 2000 - Premio Hugo
  - Migliore rappresentazione drammatica
- 2000 - Saturn Award
  - Miglior film di fantascienza
  - Migliore regia a Lilly e Lana Wachowski
  - Candidatura per il miglior attore protagonista a Keanu Reeves
  - Candidatura per la miglior attrice protagonista a Carrie-Anne Moss
  - Candidatura per il miglior attore non protagonista a Laurence Fishburne
  - Candidatura per la migliore sceneggiatura a Lilly e Lana Wachowski
  - Candidatura per i migliori costumi a Kym Barrett
  - Candidatura per il miglior trucco a Nikki Gooley, Bob McCarron e Wendy Sainsbury
  - Candidatura per i migliori effetti speciali a John Gaeta, Janek Sirrs, Steve Courtley e Jon Thum
- 2000 - Science Fiction and Fantasy Writers of America
  - Nebula Award a Lilly e Lana Wachowski
- 2000/2005 - Satellite Award
  - Candidatura per il miglior DVD
  - Candidatura per i migliori effetti speciali a Steve Courtley, Brian Cox e John Gaeta
- 2001/2003 - DVD Exclusive Awards
  - Artistic Achievement Award (Per il DVD)
  - Candidatura per il miglior documentario retrospettivo a Josh Oreck

## Casi mediatici
Nel 1992 Stefano Disegni e Massimo Caviglia hanno prodotto un fumetto multimediale, intitolato Razzi amari (con una musicassetta allegata da ascoltare durante la lettura), edito da Comix, in cui nel futuro una dittatura oppressiva controlla le menti dei cittadini tramite un microchip installato nel cervello di ogni neonato che dà l'illusione di vivere in un mondo perfetto. Nel 1999, in occasione dell'uscita di Matrix, rilevando delle similitudini nella trama, Disegni e Caviglia valutarono l'ipotesi di fare causa per plagio, ipotesi che però venne fatta cadere a causa degli alti costi della pratica, come ha raccontato lo stesso Disegni a Ciak:
(Stefano Disegni)

## Sequel
Il film ha avuto inizialmente due sequel, Matrix Reloaded e Matrix Revolutions (entrambi usciti nel 2003, a pochi mesi di distanza l'uno dall'altro) a formare così una trilogia. Tali seguiti però, sebbene campioni d'incassi, ricevettero parecchie critiche negative da parte della cinematografia e del pubblico a causa delle loro trame giudicate fin troppo visionarie e irreali. Nel 2017 Warner Bros. ha poi annunciato un reboot del film. Nel febbraio 2017 Keanu Reeves afferma di essere pronto all'ipotesi di un quarto capitolo, ma solo a patto che siano le sorelle Wachowski a scriverlo e dirigerlo. Il 17 marzo dello stesso anno lo sceneggiatore Zak Penn ha dichiarato che il film sarà ambientato nello stesso universo, sulla falsariga di quello che la 20th Century Fox ha fatto con Deadpool e Logan: The Wolverine all'interno dell'universo degli X-Men, con Michael B. Jordan in mente come possibile protagonista.
Ad agosto 2019 viene confermato ufficialmente il quarto capitolo, non un reboot, ma un ulteriore sequel, con Keanu Reeves e Carrie-Anne Moss a riprendere i ruoli rispettivamente di Neo e Trinity, e diretto da Lana Wachowski. Il film, intitolato Matrix Resurrections, è stato distribuito in Nord America dal 22 dicembre 2021.